# Zeche Beharrlichkeit
Die Zeche Beharrlichkeit ist ein ehemaliges Bergwerk auf Wealdenkohle in Bohmte, Landkreis Osnabrück.

## Geologie
Die Schichten des Wealden treten im Wiehengebirgsvorland rund um Bohmte und Schwagstorf ähnlich wie südlich von Osnabrück bis an die Oberfläche. Unter dem Stadthügel von Bohmte wurden vier mit 10 % nach Norden einfallende Kohlenflöze gefunden. Die Flöze bestanden durchweg aus Anthrazitkohle mit einem Heizwert von 8 kwh/kg und 4,2 bis 10 % flüchtigen Bestandteilen. Vermutet wird, dass die Hitzeauswirkung des nahen Bramscher Massives eine Inkohlung verursacht hat, da diese Kohlen erdgeschichtlich sehr jung sind.
| Flöz | Mächtigkeit |
| ---- | ----------- |
| 1    | 45–50 cm    |
| 2    | 25–47 cm    |
| 3    | 26 cm       |
| 4    | 30–47 cm    |

## Geschichte
Am 2. Januar 1875 wurde das Steinkohlenfeld Beharrlichkeit im späteren Bohmter Ortsteil Herringhausen verliehen. Nach Jahren der Inaktivität sicherte sich am 10. Juli 1905 die Deutsche Erdölbohrgesellschaft Dortmund GmbH die Aufsuchungsrechte für dieses Steinkohlenfeld, um einen eventuellen Abbau wirtschaftlich zu prüfen. Ab 1907 war die Gewerkschaft Beharrlichkeit als Besitzer der Zeche Beharrlichkeit eingetragen, die sich am 12. Juni 1911 auch die Rechte an dem Nachbarfeld Caroline sicherte. Hier ging bereits bis 1875 Bergbau um.
In den Jahren 1905/06 wurden Bohrlöcher niedergebracht, welche die Flöze bestätigten und anhand derer die Vorräte auf 10,8 Mio. Tonnen berechnet wurde. Die Gewerkschaft beschloss daraufhin, eine Tiefbauanlage mit einer Förderkapazität von 400 Tagestonnen zu errichten. Mit einer Belegschaft von acht Leuten unter und elf über Tage wurden im Juli 1911 die Abteufarbeiten am Förderschacht begonnen.
Die Schachtanlage wurde 600 Meter nördlich des Bohmter Bahnhofs angelegt und umfasste neben dem Schacht auch Maschinen- und Kesselhaus, Schmiede, Magazin und eine Kaue. Mit einem Durchmesser von 3,5 Metern wurde nach 104 Metern die Endteufe des Förderschachtes erreicht. Da die Flöze nicht die erhofften Mächtigkeiten erreichten und der Erste Weltkrieg einen weiteren Ausbau verhinderte, ruhte der Betrieb zunächst.

### Ab 1918

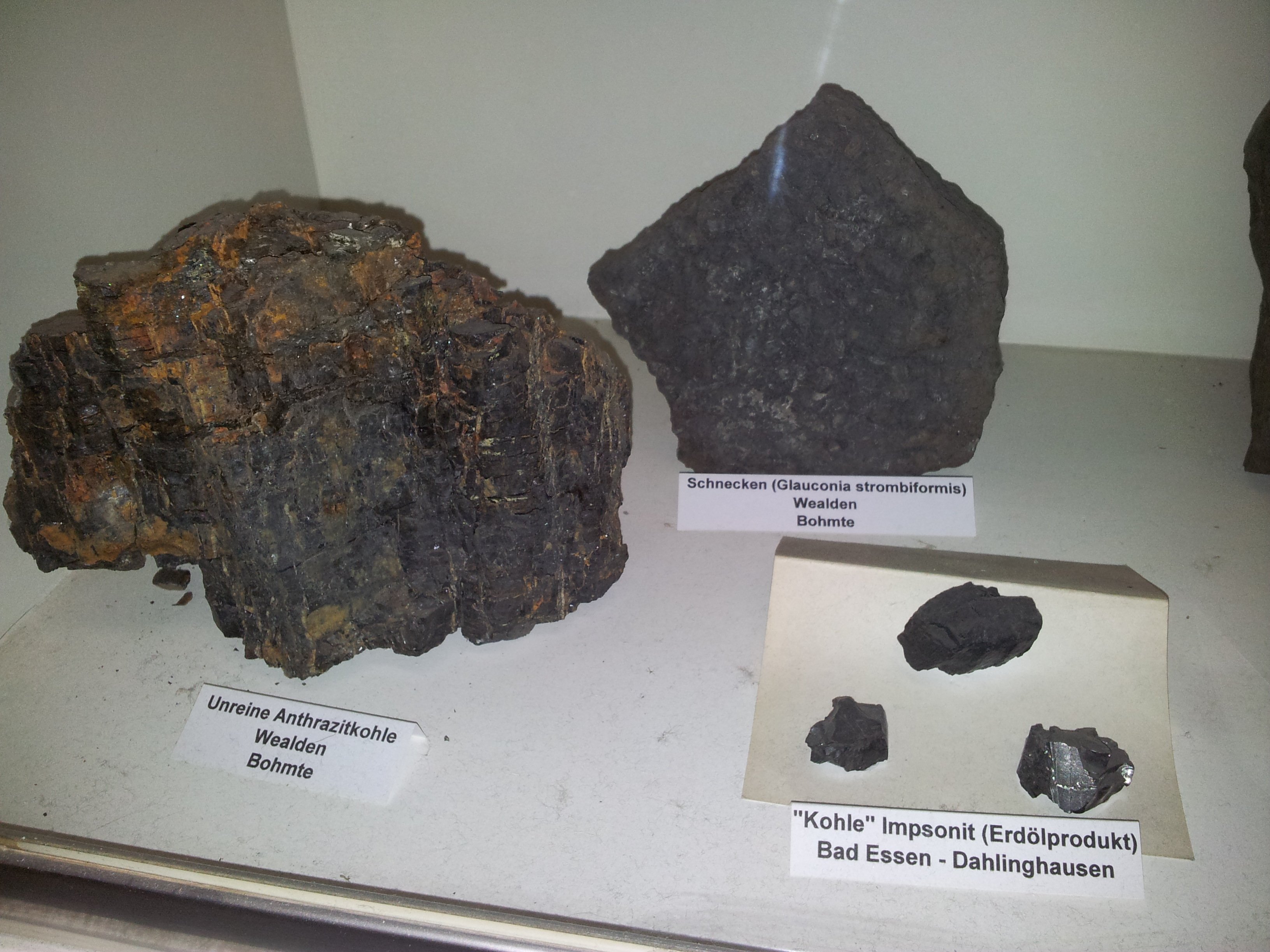
Anthrazitkohle aus Bohmte im Bergbaumuseum Ibbenbüren

Bereits 1918 wurden die ersten Pläne zur Aufwältigung der Zeche geschmiedet, die dann ab 1920 durchgeführt wurden. Die durch die Folgen des Ersten Weltkrieges einsetzende Kohlenknappheit beflügelte das Geschäft mit Brennstoffen sehr stark, weshalb die verbliebenen Arbeiten rasch fertiggestellt wurden. Unter anderem wurde ein 34 Meter tiefer Wetterschacht geteuft, der Förderschacht gesümpft und die Tagesanlagen vervollständigt.
1921 wurde die Anzahl der Kuxe von 100 auf 1000 Kuxe erhöht. Neben Carl Deilmann und der Tiefbohr AG waren auch Banken und Privatpersonen am Bergwerk beteiligt. Die Führung des Betriebes hatte ab 1923 die Montania AG für Bergbau in Münster.
Unter Tage wurde ein 1500 m³ fassender Pumpensumpf angelegt, der durch Zentrifugalpumpen mit einer Leistungsfähigkeit von 1,5 und 2 m³/min gesümpft werden konnte. Das provisorische hölzerne Fördergerüst wurde durch ein 21 Meter hohes Fördergerüst aus Stahl ersetzt. 1924 wurde der Schacht mit einer Dampffördermaschine ausgerüstet. Kurz bevor das Bergwerk stillgelegt wurde, wurde 1925 noch eine Kohlenwäsche mit Nusskohleaufbereitung fertiggestellt.
Die Förderung blieb während der Betriebszeit des Bergwerkes sehr bescheiden. Sie erreichte 1921 240 t und konnte bis 1923 nur auf 2065 t gesteigert werden, was die Wirtschaftlichkeit des Bergwerkes einschränkte. Am 26. Juli 1924 kam das vorläufige Aus für die Zeche, da für einen weiteren Ausbau keine Kredite gewährt wurden. Zwar wurde vom 18. November bis zum April 1925 der Betrieb wiederaufgenommen, als aber keine Löhne mehr gezahlt werden konnten, musste der Betrieb nun endgültig eingestellt werden. Besonders die Umstellung der Währung zu Ende der Inflation soll zum Niedergang der Zeche beigetragen haben, da die Liquidität verloren ging.

## Nach der Schließung
Im Jahr 1934 wurde im Rahmen der Autarkiebestrebungen die Wiederaufnahme der Förderung geplant. Jährlich sollten 120.000 Tonnen gefördert werden. Eine erneute Inbetriebnahme unterblieb aber, da die Kosten für den Ausbau des Bergwerkes als zu hoch angesehen wurden.
Ebenso wurde in den frühen 1950er Jahren eine von den nachfolgenden Besitzern der Anlagen angedachte Wiederinbetriebnahme verworfen.
Das Gelände lag brach, bis es 1954 zum Abriss des Fördergerüsts und am 8. März 1956 zur Sprengung des Schornsteins kam. Bei Restsprengungen an den abzureißenden Gebäuden wurde der 78 jährige durchführende Sprengmeister durch herumfliegende Steine tödlich am Kopf verletzt. Die Bergehalde wurde 1979 abgetragen.
Unter Bohmte lagern in geringer Tiefe noch rund 10 Millionen Tonnen Anthrazitkohle, weshalb die Lagerstätte trotz ihrer geringen Flözmächtigkeiten immer noch Beachtung in der Fachliteratur findet.